# ADCY2
La adenilato ciclasa 2 (ADCY2) es una isozima de la adenilato ciclasa (EC 4.6.1.1) que cataliza la conversión de ATP en cAMP.
ATP + {\displaystyle \rightleftharpoons } cAMP + fosfato
Es una adelinato ciclasa insensible a la calmodulina que se une a la membrana celular. Como cofactor, necesita dos iones magnesio por subunidad. Es insensible a Ca2+/calmodulina. Es estimulada por las subunidades beta y gamma de la proteína G. Se expresa en el cerebro. Las proteínas G, a su vez, son estimuladas por otras señales; por ejemplo, una hormona o un neurotransmisor. El cAMP producido por ADCY2 activa a la enzima PKA (proteína quinasa dependiente de cAMP), que fosforila al factor de transcripción CREB.

## Enfermedades relacionadas

### Trastorno bipolar
En un ensayo de GWAS (Genome Wide Association Study), se han identificado mutaciones en ADCY2 como variantes de riesgo para el trastorno bipolar, con un gran respaldo estadístico, pero una baja aportación a la heredabilidad de esta enfermedad, que puede deberse a su carácter poligénico y multifactorial.
Los receptores asociados a proteínas G, GPCR (G protein coupled receptor), son la mayoría de los receptores de dopamina, noradrenalina y serotonina. Una mutación en el ADCY2 impediría la transmisión de la señal enviada por estos receptores, e interferiría en la sinapsis. Las mutaciones en ADCY2 tienen un efecto negativo mayor que las que ocurren en los receptores de los neurotransmisores, debido a la redundancia: la abundancia de receptores distintos que realizan funciones similares permite que se compensen los efectos de una mutación. Sin embargo, las adenilatociclasas son el "cuello de botella funcional" en las rutas de transmisión de señales, de manera que cualquier receptor puede usarla como segundo mensajero, y, si muta la redundancia funcional de otras moléculas, no compensará el efecto fenotípico.